# Torsängens naturreservat
Torsängens naturreservat är ett naturreservat i Lidköpings kommun i Västra Götalands län.
Området ligger på norra Kållandsö vid Ullersundets södra sida i anslutning till vattnet och är 3 hektar stort. Det avsattes som naturreservat 2001 och består av ekhage. Många av ekarna är mycket gamla och grovstammiga. Området är kuperat och betas. Inom reservatet finns även tall, gran, rönn, sälg och al.